# Gare de Jupille
La gare de Jupille est une gare ferroviaire belge, fermée aux voyageurs, de la ligne 40, de Liège à Visé située à Jupille, ancienne commune rattachée à la ville de Liège, dans la province du même nom en Région wallonne.

## Situation ferroviaire
La gare de Jupille se trouvait au point kilométrique (PK) 5.9 de la ligne 40, de Y Val-Benoît à Visé (frontière) entre la gare de Bressoux et celle, disparue, de Souverain-Wandre.

## Histoire
La Compagnie du Chemin de fer de Liège à Maestricht et ses extensions inaugure le 24 novembre 1861 la ligne de Liège (Longdoz) à Maastricht, comprenant une gare à Jupille.
Le trafic marchandises croît progressivement au fil du développement de l’industrie locale. On y retrouve un trafic conséquent de pommes venant des Pays-Bas pour approvisionner une distillerie locale ainsi que des raccordements vers le charbonnage de la Violette et l'usine Piedbœuf, d'abord un chaudronnier réputé produisant des machines puis un important groupe brassicole. On retrouvait aussi d'autres ateliers métallurgiques et des scieries.
Le 1er juillet 1956, la SNCB supprime la desserte omnibus de la ligne 40 (partiellement assurée par des trains hollandais). Depuis, seul la desserte marchandises utilise encore les installations et le bâtiment de la gare, identique à celui d’Argenteau, a disparu.